# Nadleśnictwo Kamienna Góra
Nadleśnictwo Kamienna Góra – jednostka organizacyjna Lasów Państwowych podległa Regionalnej Dyrekcji Lasów Państwowych we Wrocławiu. Siedziba nadleśnictwa znajduje się w Kamiennej Górze, w powiecie kamiennogórskim, w województwie dolnośląskim.
Nadleśnictwo obejmuje większość terytorium powiatu kamiennogórskiego, część powiatu wałbrzyskiego oraz niewielki fragment powiatu karkonoskiego.

## Historia
Do 1945 tutejsze lasy były w własnością skarbową, miejską oraz prywatną drobnych właścicieli. W początkowym okresie po powrocie tych ziem do Polski, istniały na tych terenach nadleśnictwa Kowary i Dolina, z których w 1956 wyodrębniono nadleśnictwo Ogorzelec. 3 czerwca 1966, po przeniesieniu siedziby nadleśnictwa z Ogorzelca do Kamiennej Góry, zmieniono jego nazwę na nadleśnictwo Kamienna Góra. Współczesne granice otrzymało ono 1 stycznia 1974, podczas reformy scaleniowej nadleśnictw.

## Ochrona przyrody
Na terenie nadleśnictwa znajdują się dwa rezerwaty przyrody:
- Głazy Krasnoludków
- Kruczy Kamień.

## Drzewostany
Typy siedliskowe lasów nadleśnictwa (z ich udziałem procentowym):
- las mieszany górski świeży 50,35%
- bór mieszany górski świeży 32,83%
- las górski świeży 8,92%
- las górski wilgotny 3,17%
- bór górski świeży 2,73%
- inne <1%

Gatunki lasotwórcze lasów nadleśnictwa (z ich procentowym udziałem powierzchniowym):
- świerk 84%
- buk 6%
- modrzew 3%
- olcha 2%
- jawor 2%
- brzoza 1%
- sosna 1%
- jodła 0,5%
- inne 0,5%